# Гидрологическая станция
Гидрологи́ческая ста́нция — подразделение гидрометеорологической сети, которое осуществляет наблюдение и изучение гидрологического режима водных объектов и территории; рек, озёр, морей, водохранилищ, болот и ледников (уровень воды, температура воды, скорость течения, мутность.
Гидрологические станции имеют пункты наблюдений (посты), оборудованные соответствующими устройствами и приборами.
В России большинство гидрологических станций находятся в ведении Росгидромета и являются средним звеном гидрометеорологической сети в цепочке «гидрологический пост — гидрологическая станция — гидрологическая обсерватория». К одной станции прикрепляется 15-20 постов.